# Crescencio Pérez
Crescencio Perez (1895-1986) fut un collaborateur précieux de la guérilla du Mouvement du 26-Juillet cubain pendant la Révolution.

## Biographie
Il possédait une exploitation de canne à sucre et de tabac.